# Diadegma erucator
Diadegma erucator là một loài tò vò trong họ Ichneumonidae.